# Jean Peterbroeck
Jean Léon Nestor Jules baron Peterbroeck (Sint-Pieters-Woluwe, 17 juli 1936 - Leuven, 27 mei 2011) was een Belgisch wisselagent, bestuurder en politicus. Hij was medeoprichter van beurshuis Petercam.

## Biografie
Jean Peterbroeck werd geboren in een familie van effectenmakelaars. Hij studeerde rechten en economie aan de Katholieke Universiteit Leuven en behaalde een MBA aan de Columbia-universiteit in de Verenigde Staten. Hij werkte op Wall Street en richtte met collega-wisselagent Etienne Van Campenhout in 1968 Peterbroeck, Van Campenhout et Cie (later Petercam) op, dat onder hun leiding uitgroeide tot een gevestigde waarde op de Belgische financiële markt. Hij bleef tot 2000 bij de operationele leiding van Petercam betrokken.
In 1981 werd hij lid van de beurscommissie, de instelling die toezicht hield op de beurs van Brussel. In 1987 werd hij in opvolging van Jean Reyers voorzitter van de beurs van Brussel. Onder zijn leiding kwam in 1991 de BEL 20-aandelenindex tot stand.
Peterbroeck bekleedde bestuursmandaten bij onder meer NYSE Euronext, de holding Brederode, rederij CMB, brouwerij Co.Br.Ha., dakpannenproducent Koramic, kalkgroep Lhoist en glasproducent Lixon. Hij was ook lid van het beschermcomité van Bank- en Financiewezen.
Van 2001 tot 2007 was hij namens de MR schepen van Financiën van Lasne. Bij de gemeenteraadsverkiezingen van 2006 was hij lijstduwer.

## Eerbetoon
In 1995 werd Peterbroeck opgenomen in de erfelijke adel met de persoonlijke titel baron. Hij was ook officier in de Leopoldsorde, ridder in de Kroonorde en ridder in de Orde van het Heilig Graf van Jeruzalem.